# Лудин (станція)
Лу́дин — залізничний станція Рівненської дирекції Львівської залізниці.
Розташована біля села Амбуків, Устилузька міська громада, Волинської області на лінії Володимир — Лудин між станціями Ізов (7 км) та Грубешів (5 км).
Пасажирське сполучення не здійснюється. Лудин є кінцевим пунктом на кордоні з Польщею. На станції діє залізничний пункт пропуску Лудин.